# Elswick-Kreuzer

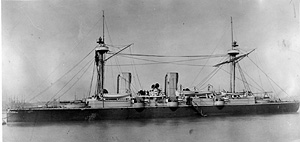
Die Esmeralda
der erste Elswick-Kreuzer

Unter der Bezeichnung Elswick-Kreuzer verstand man im ausgehenden 19. Jahrhundert und in den ersten Jahren des 20. Jahrhunderts Kriegsschiffe, die von der britischen Privatwerft Armstrong Whitworth in Elswick gebaut wurden. Sie waren eine Weiterentwicklung des Armstrong-Rendel-Kreuzers. Elswick ist heute ein Stadtteil von Newcastle-upon-Tyne an der englischen Nordostküste.

## Geschichte
Die Armstrong-Werft hatte sich bis etwa 1880 einen guten Ruf im zivilen Schiffbau erarbeitet und fertigte für die Royal Navy bereits einzelne Komponenten für Kriegsschiffe. Bei der Vergabe von Bauaufträgen für komplette Kriegsschiffe der britischen Marine wurde das Unternehmen jedoch immer wieder übergangen, da der Großteil der schwereren britischen Einheiten auf den staatlichen Marinewerften (z. B. in Portsmouth und Chatham) gebaut wurde. Daher beschloss die Firmenleitung, Schiffe von etwa Kreuzergröße (der Begriff Kreuzer als Typenbezeichnung kam damals neu auf) selbst zu konstruieren und auf eigene Rechnung zu realisieren. Die fertigen Einheiten sollten dann international zum Kauf angeboten werden. Zielgruppe für solche „Spekulationsbauten“ waren vor allem kleine und mittlere Seemächte, für die der Bau oder Kauf größerer Typen aus finanziellen Gründen nicht in Frage kam.
Das Konzept erwies sich als recht erfolgreich, denn die Nachfrage war höher als erwartet – neben Chile, Japan, Argentinien (1891 Veinticinco de Mayo und zwei weitere Kreuzer), Brasilien, Portugal, China und der Türkei (1904 Hamidiye als letzter typischer Vertreter) kauften sogar die USA (1898) zwei Elswick-Kreuzer, welche ursprünglich für Brasilien bestimmt gewesen waren. Der Erfolg führte jedoch schon bald zu Konkurrenz, denn die britische Privatwerft Vickers in Barrow stieg ebenfalls ins Kreuzer-Exportgeschäft ein, ebenso Werften in Italien, Frankreich und Deutschland. Da diese Wettbewerber teils völlig andere konstruktionelle Konzepte verfolgten als die Armstrong-Werft, verschwindet der Begriff des Elswick-Kreuzers ab etwa 1905 dann langsam aus den zeitgenössischen Schilderungen. Von allen Konkurrenten war aber nur den Panzerkreuzern der italienischen Garibaldi-Klasse mit sechs Exportschiffen wirklicher Erfolg beschieden. Armstrong baute mehr Exporttonnage als alle andern britischen Werften zusammen.

## Konstruktion
Technisch handelte es sich bei den Elswick-Kreuzern meist um Geschützte Kreuzer, das heißt Schiffe mit einem Panzerdeck, aber ohne Gürtelpanzerung in der Wasserlinie. Die Geschwindigkeit betrug 17 bis 19 Knoten und wurde mit kohlebefeuerten Kesseln und Dreifach-Expansionsmaschinen gewährleistet.
Über die Qualität dieser Einheiten gibt es widersprüchliche Angaben in der Literatur. Da die Schiffe zu Beginn des Ersten Weltkrieges hinsichtlich ihrer Panzerung und Artillerie veraltet waren, mussten sie ihren Wert auch nicht in kriegerischen Auseinandersetzungen beweisen. Die langen Dienstzeiten, die einige Elswick-Kreuzer hinter sich brachten, deuten aber zumindest auf eine hohe Verarbeitungsqualität hin; auch in den USA scheint man mit den zwei erworbenen Kreuzern sehr zufrieden gewesen zu sein.

## Beispiele
- Argentinien: Veinticinco de Mayo (1890), Nueve de Julio (1893), Buenos Aires (1895)
- Brasilien: Almirante Barroso (1897)
- Chile: Esmeralda (1883), Ministro Zenteno (1897), Chacabuco (1902)
- Italien: Dogali (1885), Piemonte (1888)
- Japan: Naniwa (1885), Takachiho (1885), Yoshino (1892), Takasago (1897)
- Vereinigte Staaten: New Orleans (1896), Albany (1899)
- Osmanisches Reich: Hamidiye (1903)

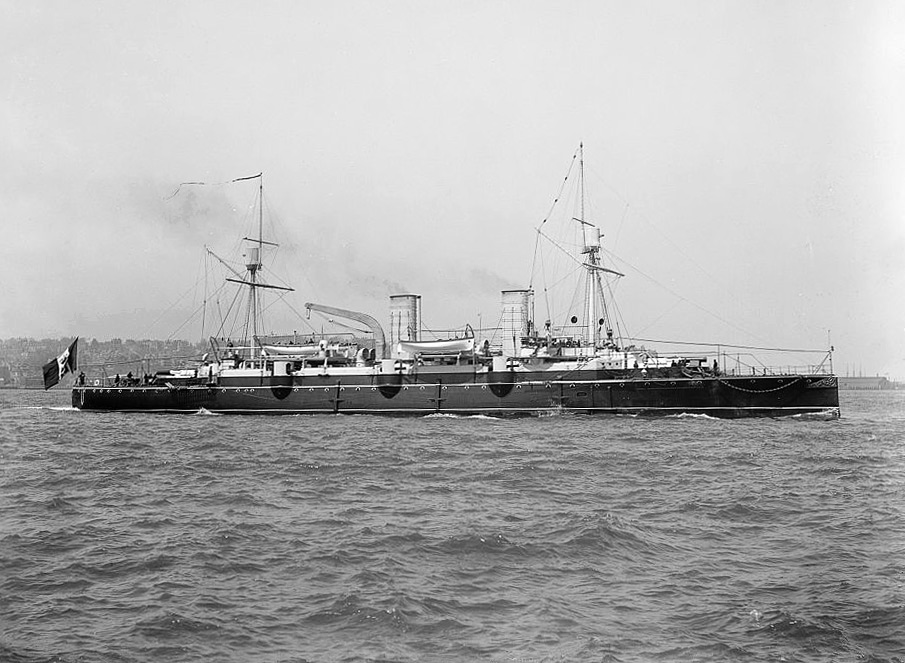
Giovanni Bausan (Italien, 1883)
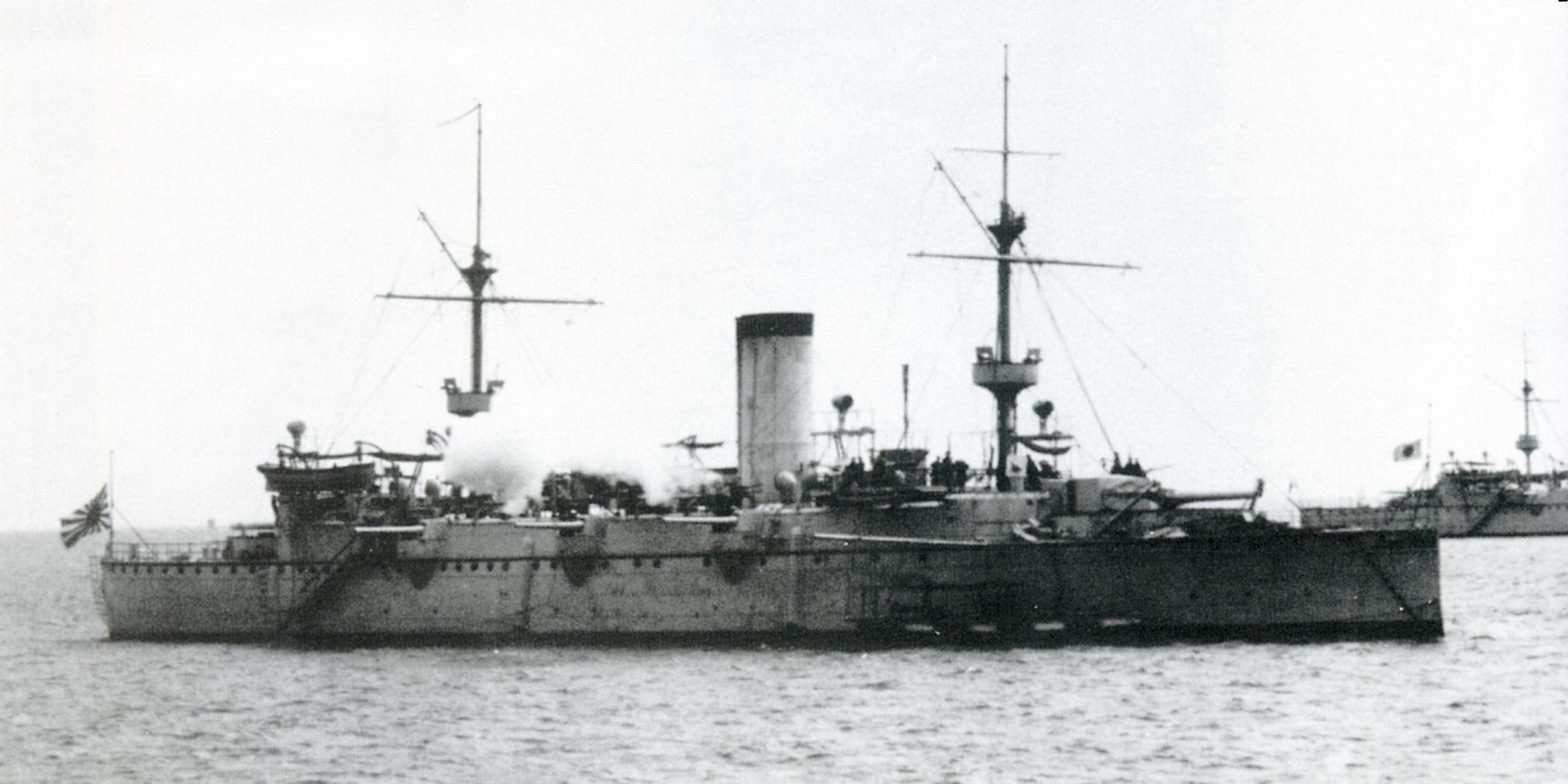
Naniwa (Japan, 1885)
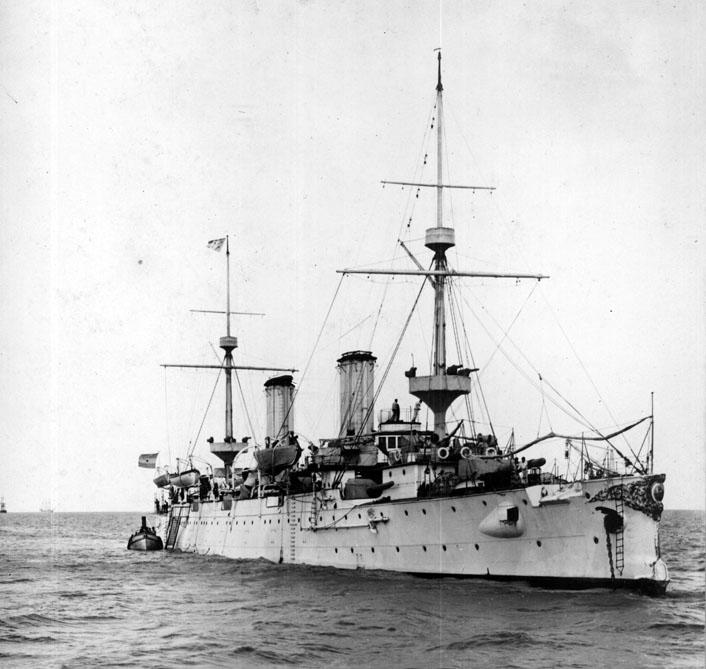
Buenos Aires (Argentinien, 1895)
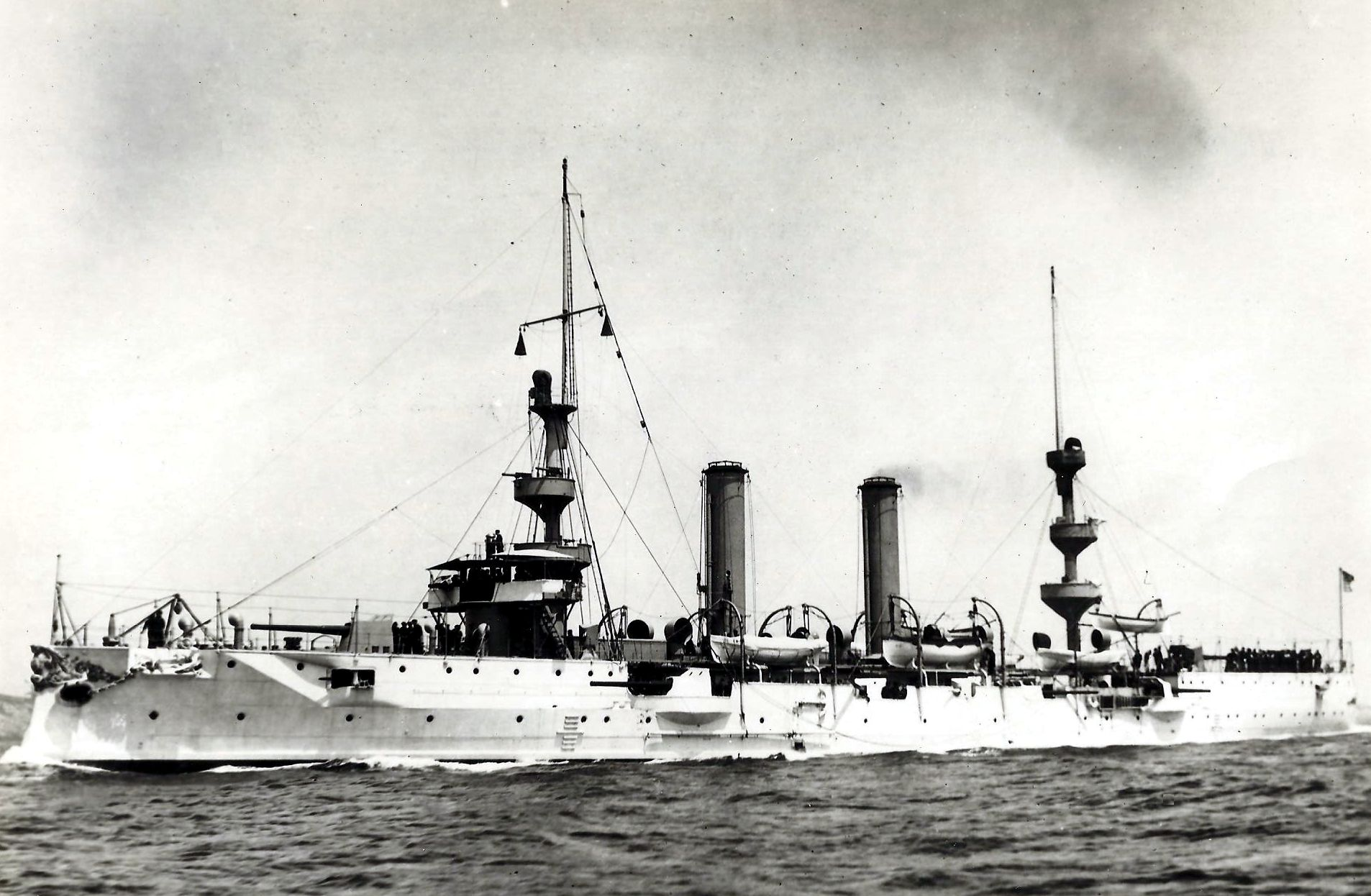
Albany (USA, 1899)
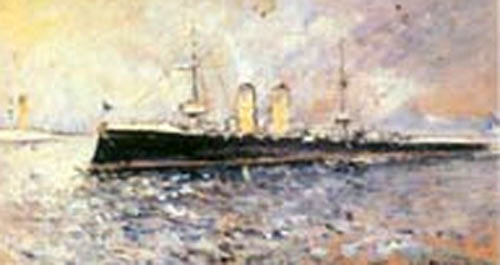
Dom Carlos I. (Portugal, 1898)
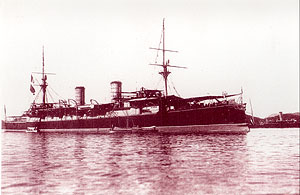
Esmeralda (Chile, 1896), erster Armstrong-Panzerkreuzer

## Quelle und weiterführende Literatur
- Jane's Fighting Ships
- Conway's All The Worlds Fighting Ships